# 아나톨리 피르소프
아나톨리 바실리예비치 피르소프(러시아어: Анато́лий Васи́льевич Фи́рсов, 1941년 2월 1일~2000년 7월 24일)는 소련과 러시아의 아이스하키 선수, 지도자로 현역 시절 포지션은 레프트윙이다. 소련 리그의 스파르타크 모스크바와 CSKA 모스크바에서 활동했으며 국제 대회에서 소련 국가대표팀의 일원으로 166경기에 출전하여 134골을 넣었다. 그는 올림픽 금메달 3개(1964, 1968, 1972)를 획득했고 세계 아이스하키 선수권 대회에서 6회 우승을 차지했다. 또한 세계 선수권 대회에서 득점왕 4회 차지했고 세계 선수권 대회 올스타팀 포워드 부문에 3번 선정되었다.